# 夜明駅
夜明駅（よあけえき）は、大分県日田市大字夜明にある、九州旅客鉄道（JR九州）の駅およびJR九州バスが運行を行っている日田彦山線BRT（BRTひこぼしライン）のバス停留所である。
鉄道駅は久大本線を所属線とし、日田彦山線を加えた2路線が乗り入れている。ただし2017年（平成29年）に発生した九州北部豪雨の影響により、鉄道路線としての日田彦山線は休止中の扱いである。
なお日田彦山線BRTの運行区間は添田駅から日田駅までであり、当駅は途中停留所扱いとなる。

## 歴史

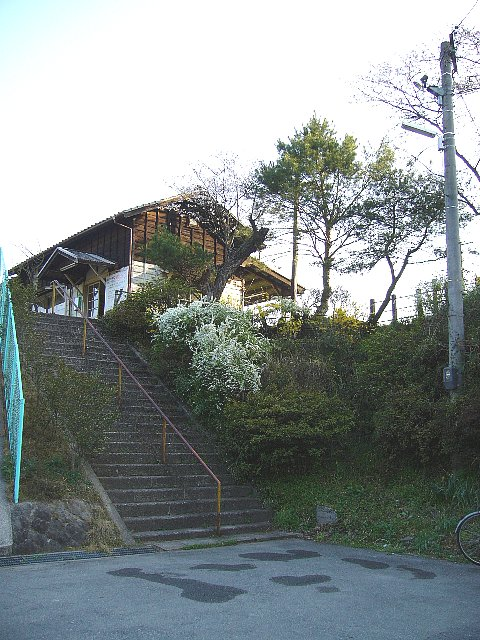
旧駅舎（階段下から）

- 1932年（昭和7年）3月12日：久大線の筑後大石駅 - 当駅間の開通に伴い、開業[4]。
- 1934年（昭和9年）3月3日：久大線の当駅 - 日田駅間が開通[4][7]。
- 1937年（昭和12年）8月22日：彦山線の当駅 - 宝珠山駅間が開通[4][7]。
- 1962年（昭和37年）10月1日：貨物取扱廃止[6]。
- 1971年（昭和46年）2月20日：業務委託駅となる[8]。
- 1984年（昭和59年）
  - 2月1日：荷物扱い廃止[6]。
  - 2月15日：駅員無配置駅となる[9]。
- 1987年（昭和62年）4月1日：国鉄分割民営化により、九州旅客鉄道に継承[10]。
- 2010年（平成22年）4月18日：新駅舎が落成[5][11]。
- 2012年（平成24年）
  - 7月14日：平成24年7月九州北部豪雨の影響で日田彦山線・久大本線ともに休止[12]。
  - 7月16日：筑後吉井駅 - 日田駅間にて、代行バスの運行開始[13]。
  - 7月27日：日田彦山線の運行再開[12]。久大本線の筑後吉井駅 - 日田駅間は、引き続き代行バスにて運行[12]。
  - 8月25日：久大本線の筑後吉井駅 - 日田駅間の運行再開[14]。
- 2017年（平成29年）
  - 7月5日：平成29年7月九州北部豪雨の影響で日田彦山線・久大本線ともに休止。
  - 7月18日：久大本線うきは駅 - 光岡駅間の運転を再開。日田彦山線は引き続き運休[15]。
  - 7月31日：大行司駅 - 日田駅間で代行バス輸送を開始[16]。
- 2022年（令和4年）8月29日 - 3番線を廃止。
- 2023年（令和5年）8月28日：日田彦山線の添田駅 - 久大本線の日田駅間で日田彦山線BRT（BRTひこぼしライン）の運行を開始。駅舎下のバス停に乗降場が設けられた。

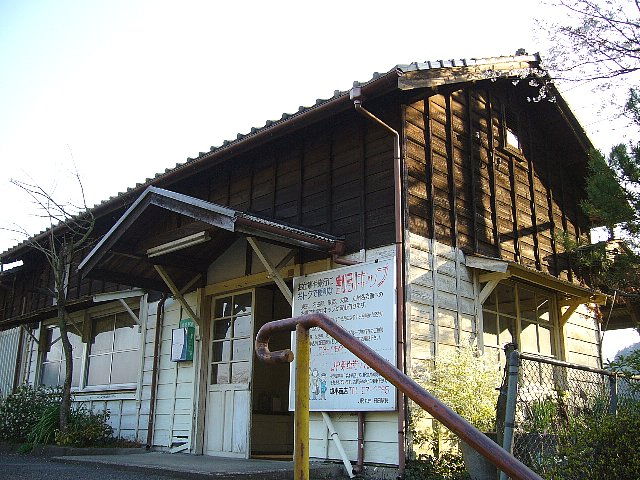
旧駅舎
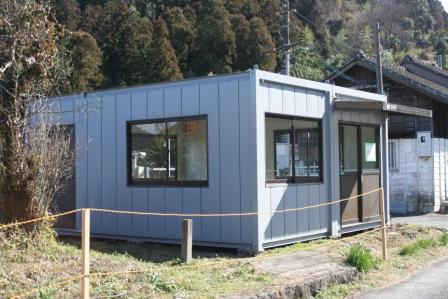
改築時の仮駅舎

## 駅構造
相対式ホーム2面2線のホームを持つ地上駅。無人駅となっている。バリアフリー施設は無いが、2番ホームは駅北側の空き地からスロープを経由して、駅舎および1番ホームは国道386号を約150m北に行った小道から坂道経由でアプローチできる。
古い木造駅舎が残っていたが、2010年（平成22年）4月18日に新たな木造駅舎が落成した。
ホームは1番線が久大本線上り、2番線が久大本線下り。
かつて存在した3番線ホームは、日田彦山線ホームとして使用されていた。平成29年7月九州北部豪雨による長期運休以降、フェンスが設置されて乗降不可となった。2022年（令和4年）8月27・28日に運行された団体臨時列車の発着を最後に、ホームは廃止され北口通路などに転用されている。

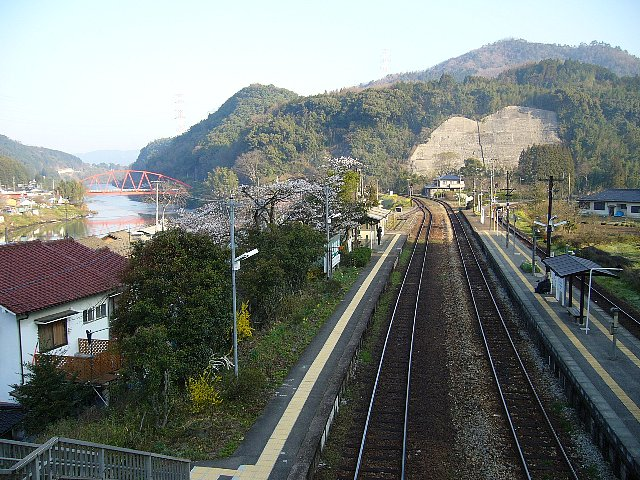
跨線橋から構内を西望。日田彦山線が右へ急カーブしているのが分かる。左手は筑後川（三隈川）
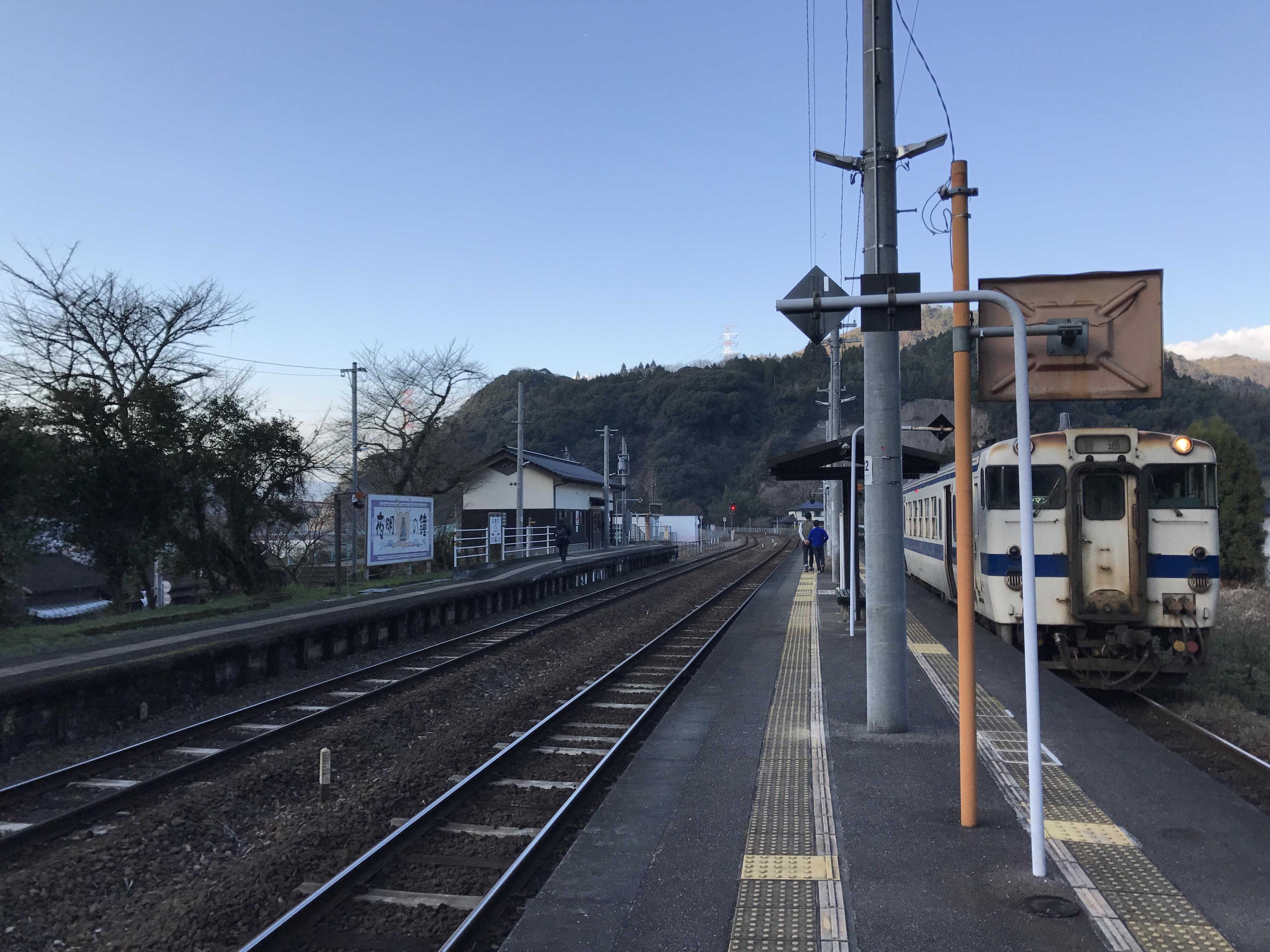
日田彦山線の列車が停車中（2016年12月）

日田彦山線BRTは鉄道と並行する国道386号を通り、駅舎下のバス停留所を発着する。

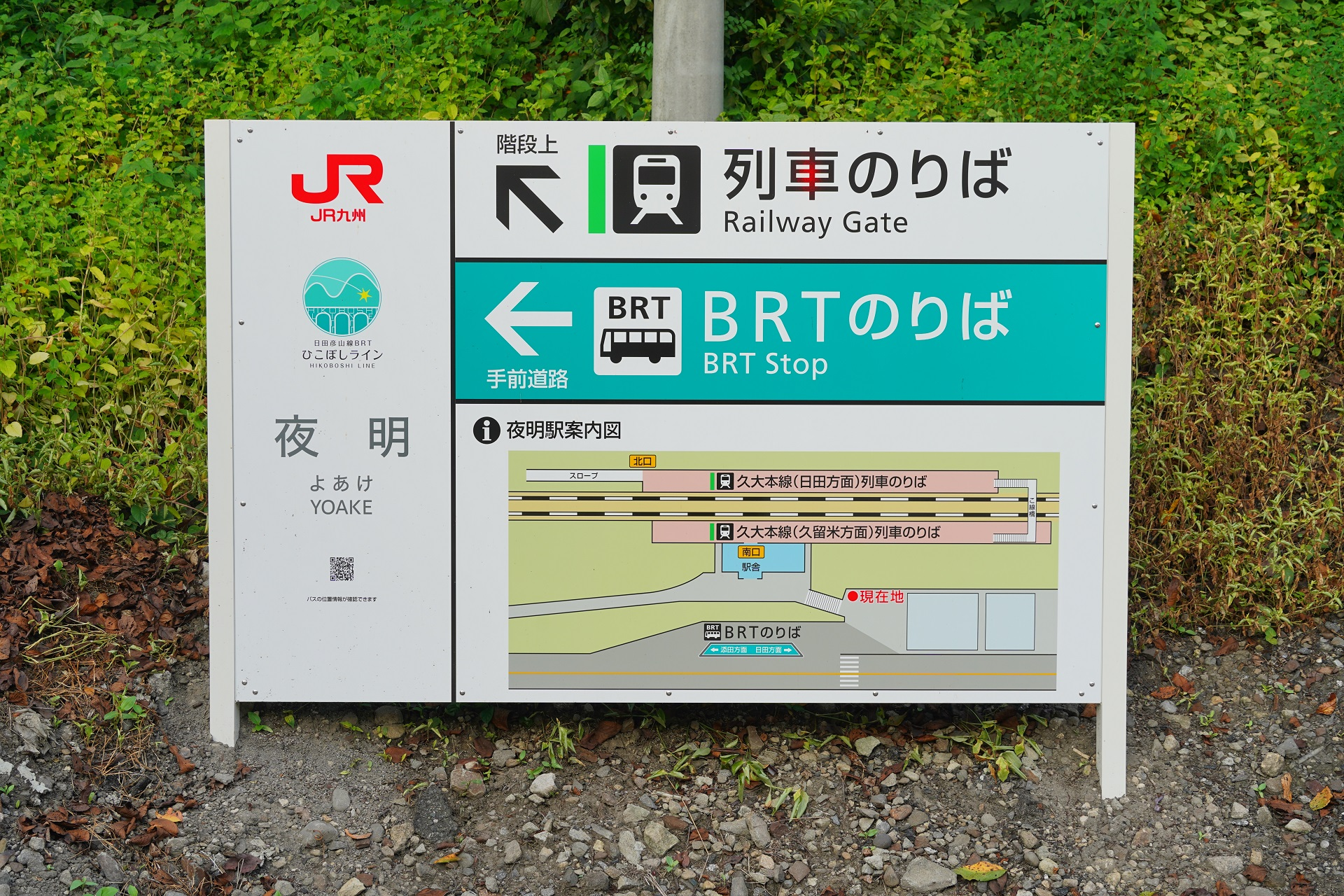
列車・BRTのりばの案内板（2023年9月）
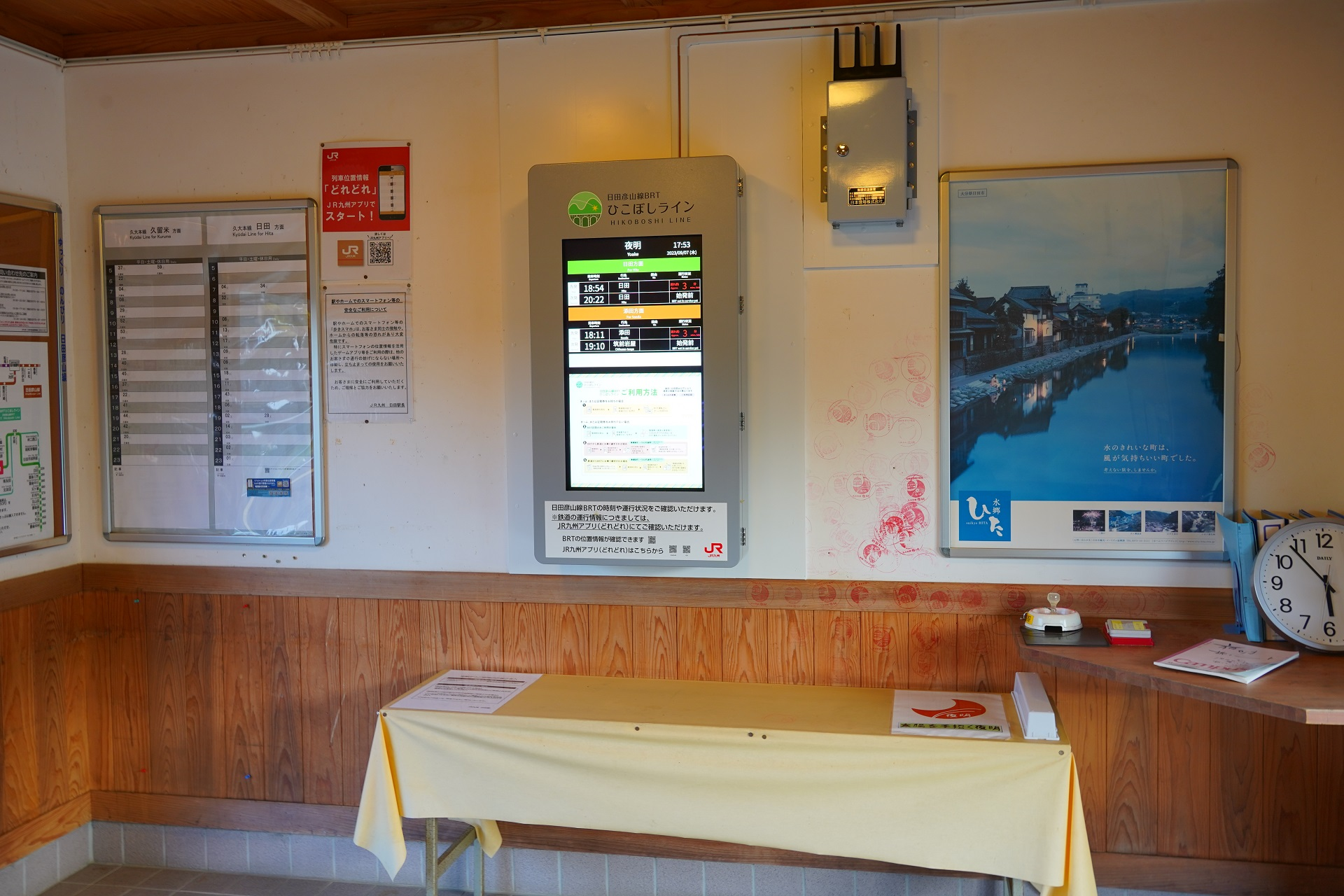
駅舎内に設置されたBRTの発車案内表示器（2023年9月）

### のりば
| のりば | 路線      | 方向 | 行先       | 備考 |
| ------ | --------- | ---- | ---------- | ---- |
| 1      | ■久大本線 | 上り | 久留米方面 |      |
| 2      | ■久大本線 | 下り | 日田方面   |      |

## 利用状況
1965年（昭和40年）度には乗車人員が134,596人（定期外:36,114人、定期:98,482人）、降車人員が133,947人で、手荷物（発送:384個、到着:213個）や小荷物（発送:1,643個、到着:545個）も取り扱っていた。
2013年（平成25年）度の乗車人員は13,498人（定期外:5,493人、定期:8,005人）、降車人員は14,915人である。
※1日平均乗車人員の数値は各年度版「大分県統計年鑑」による年間乗車人員の値を各年度の日数で割った値。
| 年度               | 年間 乗車人員 | 定期外 乗車人員 | 定期 乗車人員 | 一日平均 乗車人員* | 年間 降車人員 | 出典              |
| ------------------ | ------------- | --------------- | ------------- | ------------------ | ------------- | ----------------- |
| 1965年（昭和40年） | 134,596       | 36,114          | 98,482        | -                  | 133,947       | [ 20 ]            |
| -                  | -             | -               | -             | -                  | -             | -                 |
| 1990年（平成2年）  | 38,094        | 9,900           | 28,194        | -                  | 41,400        | [ 22 ]            |
| 1991年（平成3年）  | 47,680        | 16,782          | 30,898        | -                  | 44,446        | [ 23 ]            |
| 1992年（平成4年）  | 40,407        | 12,785          | 27,622        | -                  | 44,936        | [ 24 ]            |
| 1993年（平成5年）  | 38,924        | 12,739          | 26,185        | -                  | 40,725        | [ 25 ]            |
| 1994年（平成6年）  | 38,699        | 12,081          | 26,618        | -                  | 40,419        | [ 26 ]            |
| 1995年（平成7年）  | 38,426        | 10,326          | 28,100        | -                  | 41,796        | [ 27 ]            |
| 1996年（平成8年）  | 37,554        | 11,041          | 26,513        | -                  | 39,148        | [ 28 ]            |
| 1997年（平成9年）  | 36,078        | 11,242          | 24,836        | -                  | 37,064        | [ 29 ]            |
| 1998年（平成10年） | 33,650        | 10,517          | 23,133        | -                  | 34,639        | [ 30 ]            |
| 1999年（平成11年） | 33,833        | 11,364          | 22,469        | -                  | 33,758        | [ 31 ]            |
| 2000年（平成12年） | 34,322        | 12,278          | 22,044        | 94                 | 34,294        | [ 32 ]            |
| 2001年（平成13年） | 30,486        | 11,247          | 19,239        | 84                 | 32,551        | [ 33 ]            |
| 2002年（平成14年） | 28,555        | 11,103          | 17,452        | 78                 | 29,885        | [ 34 ]            |
| 2003年（平成15年） | 27,625        | 11,368          | 16,257        | 76                 | 29,042        | [ 35 ]            |
| 2004年（平成16年） | 19,143        | 6,804           | 12,339        | 52                 | 20,911        | [ 36 ]            |
| 2005年（平成17年） | 26,712        | 9,694           | 17,018        | 73                 | 29,598        | [ 37 ]            |
| 2006年（平成18年） | 24,032        | 8,454           | 15,578        | 66                 | 26,607        | [ 38 ]            |
| 2007年（平成19年） | 24,125        | 7,600           | 16,525        | 66                 | 25,982        | [ 39 ]            |
| 2008年（平成20年） | 21,474        | 7,598           | 13,876        | 59                 | 23,037        | [ 40 ]            |
| 2009年（平成21年） | 17,959        | 6,807           | 11,152        | 49                 | 20,764        | [ 41 ] [ 注釈 1 ] |
| 2010年（平成22年） | 17,999        | 5,841           | 12,158        | 49                 | 20,810        | [ 43 ] [ 注釈 1 ] |
| 2011年（平成23年） | 17,861        | 5,614           | 12,247        | 49                 | 20,099        | [ 44 ] [ 注釈 1 ] |
| 2012年（平成24年） | 15,282        | 5,346           | 9,936         | 42                 | 17,356        | [ 45 ] [ 注釈 1 ] |
| 2013年（平成25年） | 13,498        | 5,493           | 8,005         | 37                 | 14,915        | [ 21 ] [ 注釈 1 ] |

- 一日平均乗車人員は年間乗車人員の値を各年度の日数で割った値。

## 駅周辺
日田市西端部の山間部に位置する。駅前を国道386号および筑後川（当地域での通称は三隈川）が久大本線に並行する形で通っており、筑後川を挟んだ対岸には国道210号が通る。また当駅の約300m北西から国道211号と大肥川が日田彦山線に並行する形で通っている。
駅舎に隣接して「夜明の鐘」があり、2011年（平成23年）に設置された。また平成24年7月九州北部豪雨を祈念し、洪水で流れて来た岩を加工した礎石を隣接して設置している。
駅の南側は国道でありホームとは高低差があり崖が連続している。駅名の由来は、当駅開設当時に存在した日田郡夜明村（1955年（昭和30年）に日田市に編入）にちなむ。「夜明」の地名は、焼畑開墾地であることから最初は夜焼（よやけ）と付けられたが、「焼」の発音を嫌って夜開（よあけ）、夜明（よあけ）の順で改字されたことによる。
- 夜明郵便局
- 日田市立夜明小学校
- 日田市夜明振興センター
- 夜明ダム
- 夜明薬湯温泉
- 市老人福祉バス 夜明駅前停留所
  - 大鶴線

## その他
- 映画『男はつらいよ 寅次郎紙風船』（1981年公開）でロケに使用された[47]。
- 山崎ハコ「夜明まで」の歌に出てくる。
- 原田マハの短編集「星がひとつほしいとの祈り」の中の一篇「夜明けまで」で物語の終着点となる。
- 当駅は、大分県の鉄道駅の中で最西端にある。

## 隣の駅
九州旅客鉄道（JR九州）
■久大本線
筑後大石駅 - 夜明駅 - 光岡駅
■日田彦山線（休止中）
今山駅 - 夜明駅
JR九州バス・JR九州
■日田彦山線BRT（BRTひこぼしライン）
祝原駅 - 夜明駅 - 北友田駅